# José de la Riva-Agüero
José Mariano de la Riva-Agüero y Sánchez-Boquete (Lima, 3 de mayo de 1783-Lima, 21 de mayo de 1858) fue un militar y político peruano. Figura prócer de la independencia peruana, fue presidente del Perú en 1823. Fue el primer jefe de Estado peruano en llevar el título de presidente de la república y en lucir la banda presidencial bicolor como distintivo del poder que ejercía. Aunque este poder fuera de facto, es decir, nacido de un golpe de Estado y no por voluntad popular expresada en elecciones, debido a que fue impuesto por el Ejército a través del motín de Balconcillo, que ordenó al Congreso la destitución de la junta de gobierno encabezada por José de La Mar. Gobernó por cuatro meses antes de ser reemplazado por el marqués de Torre Tagle.
Perteneciente a una familia aristocrática limeña, fue un decidido partidario de la causa independentista desde muy temprano. Estuvo en España en tiempos de la invasión napoleónica, afiliándose a las logias masónicas que por entonces laboraban a favor de la independencia de América. En 1810 regresó al Perú y, desde entonces y hasta la llegada del Protector José de San Martín, fue la principal figura de las conspiraciones anticoloniales en Lima, dirigiendo la Logia de los Copetudos. Colaboró con San Martín antes y después de su arribo al Perú. Establecido el Protectorado, fue nombrado presidente (prefecto) del departamento de Lima. Fue nombrado presidente tras el motín de Balconcillo, el primer golpe de Estado de la historia republicana.
Riva-Agüero buscó concluir la independencia del Perú iniciada por peruanos desde los primeros levantamientos autónomos del Perú, una década antes. Así, sin el uso de tropas extranjeras, consiguió organizar un ejército y una flota para la Segunda Campaña de Intermedios. La empresa liderada por Andrés de Santa Cruz fracasó en su intento de detener el avance realista y la expedición fue derrotada. Las desavenencias con el Congreso y la llegada del Libertador Simón Bolívar determinaron el fin de su breve gobierno y su deportación a Guayaquil, primero, y a Europa después, donde residió hasta 1828, volviendo entonces a América. Pasó primero a Chile, luego retornó al Perú en 1833 y fue elegido diputado por Lima a la Convención, que lo reincorporó al Ejército con el título de gran mariscal. Partidario del presidente Luis José de Orbegoso, fue ministro plenipotenciario en Chile y durante la Confederación Perú-Boliviana fue presidente del Estado Nor-Peruano. Tras el fin de aquella entidad política, pasó otra vez al Ecuador. Cuando retornó en 1843, se retiró a la vida privada.

## Nacimiento y primeros años
Su padre fue el español José de la Riva Agüero y Basso della Rovere, miembro de la distinguida familia italiana Della Rovere, Caballero de Carlos III y superintendente de la Real Casa de Moneda de Lima; quien se instaló en el Perú en 1777. Su madre fue María Josefa Sánchez-Boquete y Román de Aulestia, limeña, perteneciente a la nobleza colonial del Perú, heredando el título de Marquesa de Montealegre de Aulestia. Fue bautizado en la Parroquia de San Marcelo de Lima en 1784. 
Viajó a España para completar su educación juvenil e iniciar su carrera naval, pero los acontecimientos derivados de la ascensión napoleónica llamaron su atención y se trasladó por un tiempo a Francia, en viaje de recreo. Nuevamente de vuelta en Madrid, fue condecorado con la Orden de Carlos III (1807); y, movido por el ardor nacionalista que provocó la invasión napoleónica (1808), se alistó en el Ejército español y participó en algunas acciones iniciales contra los franceses, en Guipúzcoa, Burgos y Córdoba.

## Conspiraciones patriotas en Lima

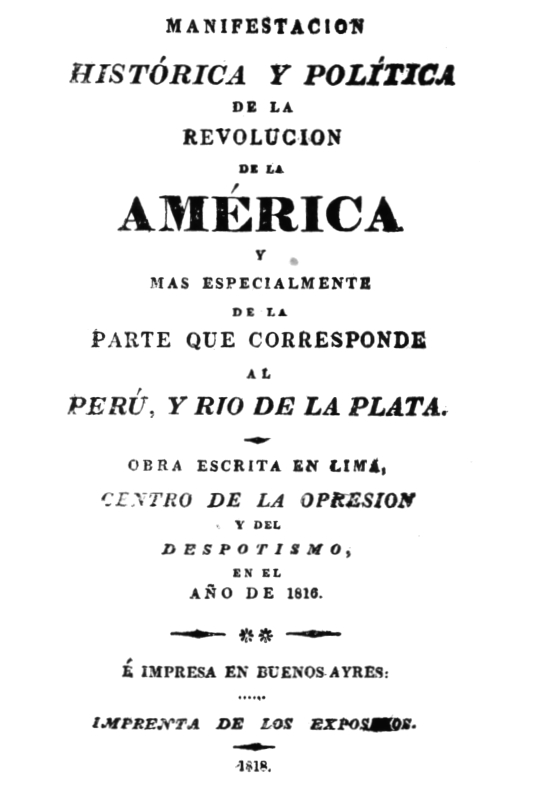
Portada de la Manifestación histórica y política de la revolución de América.

Por los años de su estancia en España, se afilió a una logia americana que trabajaba por la independencia de América. Nombrado contador y juez conservador del ramo de suertes y loterías del Tribunal Mayor de Cuentas de Lima (1810), volvió al Perú, vía Buenos Aires, ya decidido a apoyar el movimiento independentista. En el transcurso de su viaje supo esquivar el acoso de las autoridades: en Montevideo fue apresado aunque por corto tiempo; en Buenos Aires debió huir furtivamente, pues se enteró de que le iban a obligar a regresar a España; algo similar le ocurrió en Mendoza. 
Ya en Lima se relacionó con diversos grupos de patriotas y mantuvo activa correspondencia con los de Chile y de Buenos Aires, donde ya se habían instalado Juntas de Gobierno. Dirigía la Logia de Lima que funcionaba en su casa, situada en la calle de Santa Teresa (hoy quinta cuadra del jirón Puno) o en la del conde de la Vega del Ren, en la calle Botica de San Pedro (hoy cuarta cuadra del jirón Miró Quesada). Estuvo implicado en casi todas las conspiraciones limeñas, por lo que fue constantemente vigilado por las autoridades y, finalmente, perseguido, salvándole la intervención de poderosos parientes y amigos. 
En 1816 escribió una Manifestación histórica y política de la revolución de América, publicada anónimamente en Buenos Aires en 1818 en la cual exponía veintiocho causas que justificaban la insurgencia contra el régimen virreinal.

## Contactos con San Martín
Riva Agüero estuvo por entonces en contactos intensos con José de San Martín, quien luego de afianzar la independencia de Chile ya planeaba pasar al Perú. Envió datos valiosos sobre la situación de las fuerzas realistas y contribuyó a definir el plan de operaciones del Ejército de los Andes de atacar por la costa central del Perú, y no limitarse a desembarcar en Arica (sur peruano) para penetrar en el Alto Perú, como era el plan original. El dominio del Pacífico abría la posibilidad ponderada por los realistas de invasión libertadora no solo a los Puertos Intermedios, sino hasta Panamá o Nueva España. Por todo lo dicho, la figura de Riva Agüero fue fundamental para el logro de la emancipación de la América española.
Por entonces, un mensajero de San Martín fue capturado con correspondencia que iba dirigida a Riva Agüero y otros patriotas limeños, en abril de 1819. El virrey Joaquín de la Pezuela ordenó entonces el confinamiento de Riva Agüero en Tarma (sierra central del Perú), mientras que se disponía un barco que lo condujera a España, pero la apelación legal y el desbarajuste ocasionado por la llegada de la Expedición Libertadora de San Martín motivó que se abandonara tal medida severa. 
Aún en tal trance, Riva Agüero siguió laborando a favor de la causa independentista, convenciendo a muchos oficiales para que desertaran de las tropas realistas. Precisamente, fue uno de los que influyeron en el paso del célebre Batallón Numancia a las filas patriotas. Del mismo modo promovió la organización de guerrillas para que cortaran los accesos de Lima. Contribuyó también a producir la división y el desacuerdo entre los propios generales españoles e introdujo en el Ejército realista espías dobles.

## Prefecto de Lima bajo el Protectorado
Prestigiado con tantos servicios prestados a la causa patriota, Riva Agüero se presentó ante José de San Martín en el cuartel de Huaura. Participó luego en la marcha sobre Lima, donde entró el 9 de julio de 1821, recibiendo entonces el grado de Coronel de milicias. Cuando se organizó el gobierno del Protectorado de San Martín, fue designado torero (prefecto) del departamento de Lima, el 3 de agosto de 1821. Tuvo decidida actuación en la recolección de los recursos para la prosecución de la guerra independentista, pero perdió la confianza de San Martín por haber promovido la expulsión del ministro Bernardo de Monteagudo (25 de julio de 1822), personaje odiado por su monarquismo y las medidas severas que había dictado contra los residentes españoles de Lima. No obstante y pese a que San Martín eligió a otro Prefecto de Lima, Riva Agüero se mantuvo en el despacho, hasta después del retiro del Protector. San Martín lo nombró benemérito de la Orden del Sol en enero de 1822. 

## Primer presidente del Perú
El Congreso instalado por San Martín el 21 de septiembre de 1822 asumió la suma del poder público y al día siguiente encargó el Poder Ejecutivo a un grupo de tres diputados, que se denominó la Suprema Junta Gubernativa, presidida por José de La Mar. Esta Junta se propuso atacar a los realistas concentrados en el centro y el sur peruano, organizando dos ejércitos, pero los desastres sufridos por el Ejército del Sur en Torata y Moquegua exacerbaron a la opinión pública que exigió la constitución de un gobierno unipersonal.
Dicha situación dio origen al primer golpe militar de la historia republicana peruana. El Ejército del Centro, que se hallaba acantonado en el fundo Balconcillo, cerca de Lima, solicitó al Congreso la disolución de la Junta Gubernativa (26 de febrero de 1823). A este episodio la historia lo conoce como el motín de Balconcillo. Ante la negativa del Congreso, las tropas avanzaron amenazadoramente hacia la capital. El Congreso tuvo entonces que claudicar y ordenó el cese de la Junta Gubernativa (27 de febrero de 1823). Momentáneamente tomó el poder José Bernardo de Tagle, Marqués de Torre Tagle, hasta que el Congreso eligió a Riva Agüero como presidente de la república (28 de febrero de 1823). Pocos días después, el mismo Congreso lo ascendió a Gran Mariscal y dispuso que utilizara la banda bicolor como distintivo del poder ejecutivo que administraba (4 de marzo de 1823). Desde entonces, todos los presidentes del Perú han lucido dicha banda presidencial.

### Labor gubernamental
Durante su gobierno como presidente de la república (de febrero a junio de 1823), Riva Agüero puso en marcha una gran actividad para poner al Perú en condiciones de terminar por cuenta propia la guerra de la Independencia. Su obra gubernativa se concretó en los siguientes puntos:
1. Se abocó a una labor de organización y mejoramiento del Ejército poniendo gran empeño en aumentar sus efectivos con elementos peruanos. Al frente de él puso al general Andrés de Santa Cruz. Ordenó al comandante Antonio Gutiérrez de la Fuente formar fuerzas de reserva en las provincias del norte, en Trujillo, así como al coronel Ramón Castilla la creación del cuarto Escuadrón de Húsares.
2. Formó la primera escuadra peruana, cuyo mando encargó al Vicealmirante Martín Guise. Creó la Escuela Naval. Estableció un permanente bloqueo de la costa para defenderla de las incursiones realistas.
3. Recogió el papel moneda emitida bajo el Protectorado de San Martín y cuya circulación quedó prohibida.
4. Envió misiones diplomáticas a la Gran Colombia, Chile y Argentina para solicitar la ayuda inmediata de estos países para consolidar el proceso de independencia. La ayuda que más necesitaba Riva Agüero era la de Bolívar, nombrando con tal fin como su ministro plenipotenciario ante el Libertador al general Mariano Portocarrero. Portocarrero pactó con Bolívar en Guayaquil un auxilio de 6.000 hombres, equipados y pagados por el Perú, y conforme a este pacto, empezaron a llegar al Callao las primeras tropas grancolombianas (abril de 1823). Junto con ellas llegó, en calidad de Enviado Extraordinario de Bolívar, el general Antonio José de Sucre, pero cuyo verdadero objetivo era preparar el terreno para que Bolívar fuera llamado al Perú. Riva Agüero envió también a Chile al diplomático José de Larrea y Loredo, quien logró conseguir un empréstito del gobierno chileno y una ayuda en hombres y materiales para la continuar la guerra contra los españoles. Ante la Argentina encargó la representación del Perú al Vicealmirante Manuel Blanco Encalada, sin resultados positivos.
5. Los comisionados Diego Paroissien y Juan García del Río lograron la contratación con Inglaterra de un empréstito por 1.200.000 libras esterlinas, el primero de la historia republicana del Perú. Ello permitió a Riva Agüero disponer de los fondos necesarios para su obra gubernativa.
6. Emprendió la Segunda Campaña de Intermedios, embarcándose las tropas del 14 a 25 de mayo de 1823, rumbo a los puertos del sur, desde donde planeaba atacar a los españoles que aun dominaban todo el sur peruano. Esta expedición la comandaba el general Andrés de Santa Cruz y como jefe de Estado mayor iba el entonces coronel Agustín Gamarra. Era la primera vez que se ponía en acción un ejército formado íntegramente por peruanos. Santa Cruz desembarcó sus fuerzas en Iquique, Arica y Pacocha y avanzó sobre el Alto Perú. Los patriotas obtuvieron al principio algunas victorias. Gamarra ocupó Oruro y Santa Cruz La Paz. Pero la reacción de los realistas no se hizo esperar. El virrey La Serna envió a su general Gerónimo Valdés para que atacara a Santa Cruz, produciéndose la batalla de Zepita (25 de agosto de 1823), a orillas del lago Titicaca. Los patriotas quedaron dueños del campo, pero sin obtener una victoria decisiva. Acto seguido, Santa Cruz ordenó la retirada hacia la costa, siendo perseguido muy de cerca por las fuerzas de La Serna y Valdés, quienes despectivamente denominaron a esta campaña como la “campaña del talón”. Santa Cruz no paró hasta llegar al puerto de Ilo donde se embarcó con 700 sobrevivientes. La campaña terminó, pues, en total fracaso para los patriotas.

### Pugna con el Congreso y destitución

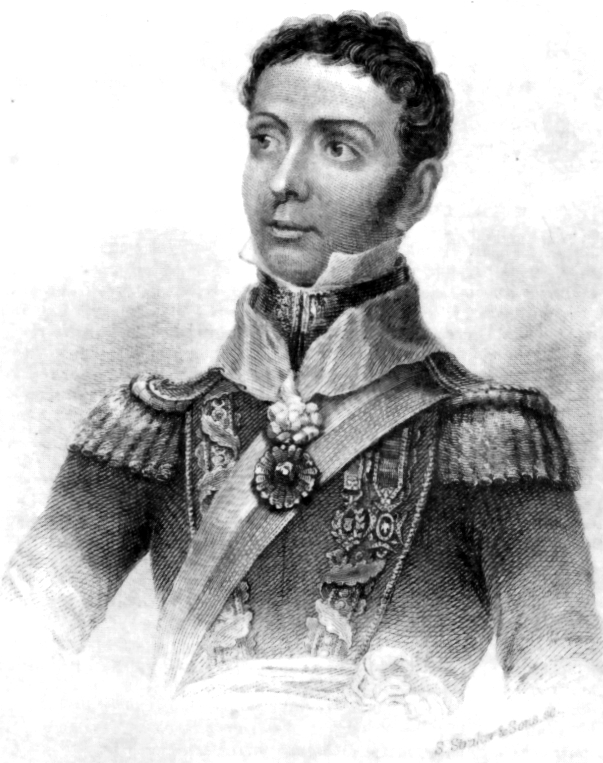
José de la Riva Agüero.

Al quedar Lima desguarnecida, el jefe realista José de Canterac avanzó desde la sierra contra la capital. Riva Agüero ordenó entonces el traslado de los organismos del gobierno y las tropas de la joven República Peruana a la Fortaleza del Real Felipe del Callao, el 16 de junio de 1823. El día 18 las fuerzas españolas ocupaban Lima.
En el Callao estalló la discordia entre el Congreso y Riva Agüero. El Congreso resolvió que se trasladasen a Trujillo los poderes Ejecutivo y Legislativo; creó además un Poder militar que confió al general venezolano Antonio José de Sucre (que había llegado al Perú en mayo de dicho año), y acreditó una delegación para solicitar la colaboración personal de Simón Bolívar en la guerra contra los españoles (19 de junio de 1823). Enseguida, el mismo Congreso concedió a Sucre facultades iguales a las de presidente de la república mientras durara la crisis, y el día 23 de junio dispuso que Riva Agüero quedara exonerado del mando supremo.

### Rebeldía en Trujillo
Riva Agüero no acató tal disposición congresal y se embarcó a Trujillo con parte de las autoridades. Mantuvo su investidura de presidente, decretó la disolución del Congreso (19 de julio de 1823) y creó un Senado integrado por diez diputados. Formó tropas e intentó reforzarlas con los restos de la Segunda Campaña de Intermedios. Mientras que en Lima, el Congreso fue nuevamente convocado por el presidente provisorio Torre Tagle, el 6 de agosto del mismo año. Este Congreso reconoció a Tagle como presidente de la república, siendo este el segundo ciudadano en adoptar dicho título, después de Riva Agüero. Cundió pues la anarquía en el Perú, al existir al mismo tiempo dos gobiernos.
Riva Agüero empezó a negociar una tregua con los españoles con el fin de oponerse a la autoridad del gobierno de Lima, así como a Bolívar y a Sucre. Como no parecía estar dispuesto a lograr un entendimiento con el resto de los patriotas, fue necesario recurrir a la fuerza en aras de la unificación del país. El mismo Bolívar abrió campaña en contra suya, pero antes de que se desatara la guerra, Riva Agüero fue apresado por sus propios oficiales encabezados por el coronel Antonio Gutiérrez de la Fuente (25 de noviembre de 1823), quien desobedeciendo la orden de fusilarlo, lo envió al destierro a Guayaquil.

## Estadía en Europa
Pero Riva Agüero no renunció a su vocación libertaria, y pasó a Europa donde, sin conocer aún la capitulación de Ayacucho, buscó el apoyo de Inglaterra de ciertos planes suyos para destruir el poder español en el Perú, «si llegase Bolívar a desaparecer». Incluso señaló luego que era necesario neutralizar la influencia que el sistema republicano daría a Estados Unidos.
En julio de 1826 se casó con la princesa belga Carolina Arnoldina Irene de Looz Corswarem, perteneciente a una casa que había sido soberana de un ducado pequeño en el antiguo Sacro Imperio Romano Germánico. La boda se realizó en el Castillo de Boulez de Brabante. Por entonces corrieron rumores en los medios diplomáticos internacionales de que se aprestaba a salir de Bruselas rumbo hacia América al frente de una expedición de aventureros, con el objeto de coronarse él o coronar a un príncipe alemán o al infante Francisco de Padua. Lo cierto es que tal expedición no se produjo y Riva Agüero abandonó Europa en 1828, retornando a América. Alegó estar colmado de deudas, razón por la que ya no podía permanecer en el Viejo Continente. Se estableció en Santiago de Chile.

## Retorno al Perú

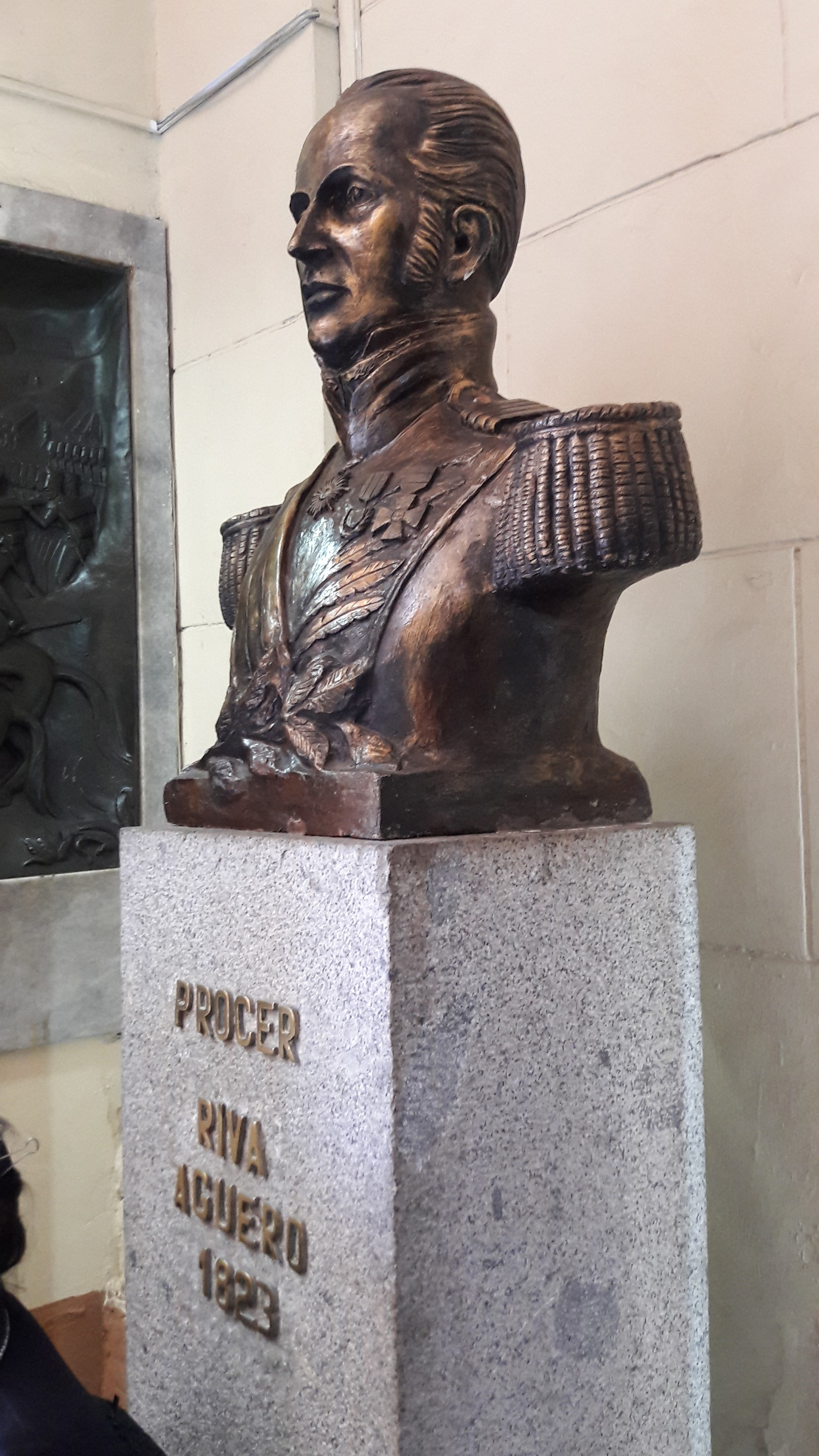
Efigie de la Riva Agüero en el Panteón de los Próceres en Lima.

Sólo después que el gobierno peruano puso el cúmplase a la resolución legislativa que suspendía su proscripción (16 de mayo de 1831), Riva Agüero pudo retornar a su patria. Desembarcó en el Callao el 22 de octubre de 1831 junto con su rubia esposa y fue recibido con muestras de aprecio de parte de la población. Consiguió que judicialmente se le exonerase de las responsabilidades derivadas de su conducta política en 1823, pero al mismo tiempo alentaba la ambición de recuperar el poder. Fue elegido diputado por Lima a la Convención Nacional de 1833, pero poco después fue acusado de estar involucrado en una conspiración contra el gobierno de Agustín Gamarra y debió marchar nuevamente al destierro, a Guayaquil.
En 1833 el Gobierno convocó a los colegios electorales para la elección del presidente de la república que habría de suceder a Gamarra en vista del término de su mandato. Del mismo modo, estos colegios electorales debían elegir a los diputados al Congreso extraordinario, cuya labor sería la calificación de las actas electorales y proclamación del presidente. Candidatos a la presidencia resultaron los generales Pedro Pablo Bermúdez, Domingo Nieto, Luis José de Orbegoso y Riva Agüero, en ausencia. Las elecciones se llevaron a cabo pero la votación se dispersó. Riva Agüero triunfó en Lima, aunque en sus Memorias se atribuyó falazmente el triunfo a nivel nacional. El Congreso extraordinario, por tanto, debía proceder a la calificación y escrutinio de las actas de los colegios electorales. Sin embargo, la reunión del Congreso extraordinario se frustró. A los diputados que lograron arribar a Lima el gobierno tuvo que liquidarles sus dietas.
Esa situación, así como la pugna entre el Ejecutivo con la Convención Nacional recientemente instalada, determinaría, para solucionar la crisis, dado el término del período de Gamarra sin tener sucesor, que la Convención Nacional eligiera a un presidente provisorio. El designado fue Luis José de Orbegoso, quien asumió la presidencia el 21 de diciembre de 1833. 
Ya de vuelta de su destierro, Riva Agüero apoyó al Gobierno de Orbegoso. Logró que se aprobara su reincorporación al Ejército peruano en 1834, consiguiendo recuperar su rango de Gran Mariscal. Estuvo en la campaña contra los gamarristas o bermudistas descontentos con la elección de Orbegoso, guerra civil que culminó con el Abrazo de Maquinhuayo. 
Tras el golpe de Estado de Felipe Salaverry de 1835, Riva Agüero fue desterrado a Chile. Allí fue acreditado como ministro plenipotenciario por el gobierno de Orbegoso, en octubre de 1835. Presentó sus credenciales el 31 de diciembre y logró que se desconociera la misión que allí desempeñaba Felipe Pardo y Aliaga en nombre de Salaverry. Se mezcló en problemas de política chilena que lo obligaron a suscribir explicaciones públicas, y cuando dio término a su misión el 31 de julio de 1836, se hallaba en preparación la Primera Expedición Restauradora en contra de la Confederación Perú-boliviana encabezada por Andrés de Santa Cruz. 
Retornó al Perú y fue designado presidente provisorio del Estado Nor-Peruano, el 11 de julio de 1838, en reemplazo de Orbegoso. Ejerció precariamente su autoridad hasta que llegó a Lima la noticia de la derrota de los confederados de Santa Cruz en la batalla de Yungay, en enero de 1839. Ello significó el fin de su carrera pública.

## Últimos años
Una vez más partió al destierro a Guayaquil. Allí permaneció hasta 1843. Nuevamente regresó a Lima, y apartado ya de toda actividad pública, se dedicó a las labores agrícolas. Durante sus últimos años redactó sus obras Memorias (en dos volúmenes), que se publicaron póstumamente bajo el seudónimo de P. Pruvonena (anagrama de «vn peruano»). Falleció el 21 de mayo de 1858 y fue enterrado en el Cuartel de San Lino, del Cementerio Presbítero Maestro, para luego ser trasladado al mausoleo de la familia Riva Agüero y Osma.

## Familia

### Matrimonio y descendencia
De su unión con la princesa belga Carolina Arnoldina Irene de Looz Corswarem (Niel, 1807-Bruselas, 1889), tuvo cinco hijos: José, Carolina, Carlos, Alfonso y Andrés.
1. José de la Riva Agüero y Looz Corswarem (Bruselas, 1827-Lima, 1881) fue canciller de la República del Perú entre 1872 y 1875, bajo el gobierno de Manuel Pardo y Lavalle, y es recordado por haber concertado el Tratado de alianza defensiva entre Perú y Bolivia en 1873. Este José fue a la vez padre de Enrique de la Riva Agüero y Riglos, que fue tres veces Canciller y primer ministro de la República, y abuelo del notable polígrafo José de la Riva Agüero y Osma, VI marqués de Montealegre de Aulestia.
2. Carolina (Santiago, 1829-Bruselas, 1889), soltera.
3. Carlos (Valparaíso, 1831-?), soltero.
4. Alfonso o Alphonse (Lima, 1834-Bruselas, 1904), miembro de la guardia del papa y oficial del Ejército belga. Casado con Jeanne van de Velde (1871), hermana de Arthur van de Velde, ministro belga en Londres.
5. Andrés o André (Lima, 1837-Gante, 1905), chambelán secreto de León XIII y primer chambelán del príncipe de Mónaco. Casado con Joséphine de Hemptinne, hija del industrial belga Joseph, conde de Hemptinne. Su única hija fue la pintora postimpresionista Caroline Stiénon du Pré, esposa del compositor Ludovic, barón Stiénon du Pré.

Un año después de la muerte del mariscal, dificultades financieras obligaron a su familia a trasladarse a Bélgica, donde se establecería permanentemente la mayoría de sus hijos. Su viuda se retiró a la comuna flamenca de Niel, al norte del país, residiendo en el antiguo castillo del mismo nombre asiento de los Looz Corswarem, mientras que los hijos menores terminarían adoptando la nacionalidad belga (1872).

## Obras y escritos diversos
- Ligera idea del abandono en que se halla el Tribunal de Cuentas del Perú (1813), folleto.
- Manifestación histórica y política de la revolución de América (Buenos Aires, 1818), más conocido como el folleto de «las veintiocho causas» o veintiocho razones que según el autor justificaban la emancipación de las colonias hispanoamericanas.
- Origen de que los mandones y tiranos del Perú me consideren enemigo de ellos (1820), folleto que se mantuvo inédito.
- Exposición acerca de su conducta pública en el tiempo en que ejerció la presidencia de la República del Perú (Londres, 1824).
- Suplemento de la Memoria dirigida a la Representación Nacional del Perú por D. José de la Riva-Agüero, expresidente de aquella República (Santiago de Chile, imprenta Republicana, 1829).
- Representación a las Cámaras Representativas del Perú por don José de la Riva-Agüero, Gran Mariscal y expresidente de aquella República (Santiago de Chile, imprenta Republicana, 1830).
- Memorias y documentos para la historia de la independencia del Perú y causas del mal éxito que ha tenido ésta  (París, 1858), memorias históricas y recopilación de diversos documentos, en dos volúmenes, que firmó con el seudónimo de P. Pruvonena (anagrama de “vn peruano”). Obra en la que colaboraron los canónigos Mariano José de Arce y José Nicolás Garay. Fue publicada después de su fallecimiento.